# Bart's Birthday
«Bart's Birthday» (titulado «El cumpleaños de Bart» en Hispanoamérica y «¡Feliz Cumpleaños, Bart!» en España), titulado en pantalla como «The Simpsons Series Finale» es el estreno de la trigésimo sexta temporada de la serie de televisión de animación estadounidense Los Simpson, y el episodio 769 en total. Se emitió en Estados Unidos en Fox el 29 de septiembre de 2024. El episodio fue escrito por Jessica Conrad y dirigido por Rob Oliver.
En este episodio, los famosos asisten a la presentación del final de la serie Los Simpson, en el que Bart cree que algo está cambiando en su mundo. La idea del episodio surgió como respuesta a la gente que preguntaba al productor ejecutivo Matt Selman cuándo y cómo terminaría la serie. John Cena, Danny DeVito, Tom Hanks, Joel McHale, Conan O'Brien, Mark Proksch, Seth Rogen y Amy Sedaris actuaron como invitados. El episodio recibió críticas positivas.

## Trama
En el Dolby-Mucinex Theater, antiguas estrellas invitadas de Los Simpson asisten a una celebración del final de la serie, presentada por el antiguo guionista Conan O'Brien. O'Brien explica que Fox lleva décadas intentando acabar con la serie y muestra versiones alternativas de episodios clásicos que habrían puesto fin a la serie matando a Homer. A continuación, encarga a un chatbot de inteligencia artificial de última generación llamado Hack-GPT (una parodia de ChatGPT) que genere un final de serie.
El argumento del final gira en torno a la necesidad de Bart de distribuir las invitaciones de su fiesta de cumpleaños después de que Homer se olvide de enviarlas por correo. Las reparte en una asamblea escolar, donde el director Skinner anuncia que se muda a Sacramento con el jardinero Willie para un nuevo trabajo, para alegría de Bart. Mientras tanto, en la central eléctrica, el Sr. Burns gasta una broma a los empleados haciéndose el muerto y leyéndoles un chiste sobre dejarles su fortuna, sólo para que Homer mate accidentalmente al Sr. Burns, permitiendo irónicamente que se cumpla el testamento, mientras los empleados aplauden y sacan a Homer a hombros.
Bart presencia cómo John Cena da a luz al bebé de Kumiko y El hombre de las historietas y le resulta extraño ver a numerosas personas diciendo que «echarán de menos este lugar» antes de apagar las luces y cerrar sus puertas. Lo comenta con Milhouse, cuyos padres anuncian que se van de Springfield. Se ven diferentes matrimonios como el de Patty y Selma con Evelyn y el Yes Guy, el de Ned Flanders con Ruth Powers y el de Duffman con la Sra. Hoover. Raphael incluso apaga el incendio de neumáticos de Springfield.
En casa, Homer y Marge anuncian que han arreglado definitivamente su relación, que Homer va a tomar medicación para perder peso y que la familia Simpson dejará efectivamente de ser una familia disfuncional. Mientras Maggie se prepara para decir sus primeras palabras, Bart se da cuenta de que todo está cambiando y sale corriendo de la casa. En el teatro, los famosos están confusos y Hack-GPT dice que Bart ha tomado conciencia de sí mismo y rechaza el final.
Después de ver más cambios en la ciudad, como el cierre de la Taberna de Moe, el regreso del padre de Nelson y del otro Seymour Skinner, y múltiples funerales, Bart acude a una grabación del programa de Krusty, pero éste está rodando su final de serie con Sideshow Mel mientras Sideshow Bob está en libertad supervisada. Bart intenta evitar que se emita mostrando el trasero al público del estudio, lo que le lleva a la cárcel. Bart sale bajo fianza cuando el Jefe Wiggum menciona que se va a unir al Departamento de Policía de Chicago.
La familia de Bart lo lleva a casa mientras Lisa, que ha ganado una beca para Juilliard y una beca MacArthur, intenta consolarlo. Los habitantes del pueblo le organizan una fiesta sorpresa por su 11.º cumpleaños, lo que horroriza a Bart, que siempre ha tenido 10 años. Resistiendo los impulsos de Herbert Powell y John Cena, Bart se niega a soplar las velas de su tarta de cumpleaños e insiste en que «la gente feliz no existe en Springfield», reprendiendo a los personajes que han recibido spinoffs como afirmar que el Capitán del Mar no es guapo de la tele, que Nelson, Jimbo Jones, Dolph Shapiro y Kearney Zzyzwicz no pueden criar a un bebé al mudarse con Hank Scorpio y que Encías Sangrantes Murphy, Frank Grimes y el rabino Hyman Krustofsky deberían estar muertos. Bart provoca entonces a Homer para que lo estrangule, lo que interrumpe el final y lo cambia por una escena de la fiesta del 10.º cumpleaños de Bart rodeado de los miembros de su familia.
O'Brien se emociona al ver que Bart ha superado el final diseñado por Hack-GPT, reiniciando la serie. O'Brien anuncia que sólo se trata del estreno de una temporada, lo que enfada a Tom Hanks, que afirma que alquiló un esmoquin para este evento. Cuando le pregunta a Hack-GPT si puede crear otros 800 episodios, explota, provocando que los famosos huyan del teatro. O'Brien se pone entonces su vieja chaqueta y se marcha declarando que no va a echar de menos este lugar.

## Producción

### Desarrollo
El productor ejecutivo Matt Selman pensaba que Los Simpson no podían tener un final de serie porque la serie se reinicia al final de cada episodio y no tiene canon ni continuidad. Por ello, cuando la prensa le preguntó al respecto, no pudo dar una respuesta. Sin embargo, cuando se le formuló esta pregunta durante su estancia en Australia, pensó en un episodio con un falso final y desarrolló la idea con el co-showrunner del episodio, Michael Price, y la guionista Jessica Conrad. Pensaron en lo que Fox haría para un final real y concibieron una celebración con la asistencia de famosos. El episodio se inspiró en el episodio de la séptima temporada «The Simpsons 138th Episode Spectacular». Selman también comparó el episodio con el de la trigésimo cuarta temporada, «Lisa, la Boy Scout», y Price lo comparó con el episodio de la octava temporada «The Simpsons Spin-Off Showcase». Los creadores también utilizaron el episodio para comentar el arte generado a partir de inteligencia artificial, que fue un tema de preocupación durante los conflictos laborales de Hollywood 2023. El episodio final original generado por inteligencia artificial iba a tener a Bart realizando la mayor de las bromas, pero el productor ejecutivo James L. Brooks sugirió una fiesta de cumpleaños.
Los creadores quisieron burlarse de los fanáticos incluyendo una escena con el verdadero Seymour Skinner del episodio de la novena temporada «The Principal and the Pauper» y burlarse también de los medios de comunicación, que ahora sólo hablan de la serie para artículos de opinión, haciendo que Homer estrangulara a Bart, lo que se convirtió en un tema tras la emisión del episodio «McMansion & Wife» de la temporada anterior. El guion pedía que la escena del estrangulamiento se animara al estilo violento de las primeras temporadas, como hacía David Silverman, así que él mismo animó la escena.

### Reparto
El antiguo guionista de la serie Conan O'Brien apareció como él mismo. Los guionistas querían a alguien que pudiera «burlarse» de los fanáticos de las primeras temporadas de la serie y que desempeñara el mismo papel que Troy McClure en «The Simpsons 138th Episode Spectacular». El papel de presentador se escribió para O'Brien, y Selman dijo que era «lo bastante listo y divertido» para saber por qué le habían elegido. O'Brien apareció previamente como él mismo en el episodio de la quinta temporada «Bart se hace famoso».
Amy Sedaris puso voz a Maggie Simpson. Nancy Cartwright le puso la voz originalmente para el episodio, pero cuando Selman vio la oportunidad de hacer otra broma, recurrió a Sedaris, que grabó la línea el jueves anterior a la emisión del episodio. Mark Proksch puso voz a la inteligencia artificial Hack-GPT. También grabó su papel la semana anterior a la emisión del episodio.
El actor Tom Hanks volvió a interpretar su papel en Los Simpson: la película. Hanks improvisó la frase en la que le dice a Ron Howard que se mueva. Danny DeVito retomó su papel de Herb Powell. DeVito originó su papel en el episodio de la segunda temporada «Oh Brother, Where Art Thou?». El actor John Cena apareció como él mismo. Selman dijo que su aparición es el tipo de casting acrobático que tendría un final. El actor Joel McHale también apareció como él mismo.
El actor Seth Rogen volvió a interpretar su papel, reutilizando una risa grabada de un episodio anterior que requería autorización. Rogen apareció previamente como él mismo en el episodio de la vigésimo quinta temporada «Roba este episodio». Las otras celebridades que no hablaban aparecieron sin permiso y no fueron pagadas, y el departamento legal de Fox hizo que los guionistas dieran a O'Brien una línea explicando esto.
También se escribió una parte para el expresidente de los Estados Unidos Barack Obama donde haría un homenaje a la serie bromeando sobre cómo el programa se siente como ser presidente con todas las «cosas malas» que le siguen, pero no estuvo disponible debido a que estaba ocupado con su apoyo a Kamala Harris durante las elecciones presidenciales de los Estados Unidos de 2024.